# Borislav
Borislav (in cirillico: Борислав) è un nome proprio di persona slavo maschile, usato in sloveno, croato, serbo, russo e bulgaro.

## Varianti
Ipocoristici
- Croato: Boro[1]
- Serbo: Боро (Boro)[1]
- Sloveno: Bor[1]

Femminili
- Bulgaro: Борислава (Borislava)[1]
- Russo: Борислава (Borislava)[1]
- Serbo: Борислава (Borislava)[1]

### Varianti in altre lingue
- Italiano: Borislao
- Latino: Borislaus
- Polacco: Borzysław

## Origine e diffusione
Continua un nome medievale, composto dai termini slavi borti ("battaglia") e slava ("gloria"), entrambi molto diffusi nell'onomastica slava: il primo si ritrova anche in Bořivoj, Preben, Velibor, Czcibor e Dalibor; il secondo, una delle radici più comuni, si può trovare ad esempio in Boleslao, Ladislao, Miroslavo, Mstislav, Rostislav, Stanislao, Tomislao, Vratislav e via dicendo.

## Onomastico
Nessun santo porta questo nome, che è quindi adespota; l'onomastico si può festeggiare il 1º novembre, giorno di Ognissanti.

## Persone

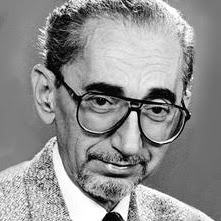
Borislav Pekić

- Borislav Cvetković, calciatore e allenatore di calcio serbo
- Borislav Ivkov, scacchista serbo
- Borislav Jovanović, scrittore montenegrino
- Borislav Mihajlov, calciatore e dirigente sportivo bulgaro
- Borislav Milić, scacchista jugoslavo
- Borislav Paravac, politico bosniaco
- Borislav Pekić, scrittore serbo
- Borislav Stanković, cestista, allenatore di pallacanestro e dirigente sportivo jugoslavo